# 富查伊拉 (城市)
富查伊拉（阿拉伯语：‎，羅馬化：Fujairah；或译富查伊哈）是阿拉伯联合酋长国成员国富查伊拉酋长国的首府，阿联酋第七大城，坐落在印度洋阿曼湾，毗邻哈傑爾山脈。作为阿联酋东岸唯一一座酋长国首府，富查伊拉承担着东岸工商业枢纽的角色。

## 人口分布
截至2016年，富查伊拉人口达97226人，数量在阿联酋全国占优（全阿联酋225360人）。

## 商业
富查伊拉是阿联酋的商贸中心。城市主干道哈马德·本·阿卜杜拉路连接富查伊拉和迪拜，道路两旁写字楼林立。受益于得天独厚的地理位置，货运商船可以直接从印度洋抵达富查伊拉，无需走霍爾木茲海峽进入波斯湾。海岸线北部有许多圆柱形储油罐。
富查伊拉自由贸易区位于城市北部。谢赫哈利法公路西边有名叫创意城的媒体自由港。作为媒体枢纽，2007年成立的创意城为媒体、音乐、娱乐、活动、通信和营销领域的媒体公司和创业项目提供效益。
富查伊拉港始建于1978年，坐落在城市东海岸，毗邻霍尔木兹海峡。港区1983年投入运作，码头范围时至今日延伸6.7公里。由于地处全球主要的海运航线，富查伊拉和新加坡和荷兰鹿特丹一道成为全球最大的加油站。港区有一个油库，其出油量预计在2022年会扩大75%。
富查伊拉石油工业区位于富查伊拉港北部，可以存储1000万立方米的成品油。该工业区的成立有助于规范发展富查伊拉酋长国石油行业，支持行业发展和投资。园内有18家企业进驻，其中沙特阿拉伯国家石油公司于2019年在园内开设第二个海外办公室（第一个在新加坡）。

## 购物
富查伊拉有几座大型购物中心，其中富查伊拉市中心的大型购物中心于2012年开业。其他购物中心包括2016年开业的富查伊拉购物中心、2014年开业的LuLu购物中心和世纪购物中心。交易市场包括中央市场、织物市场和鱼菜市场。

## 教育
市内设有富查伊拉大学等多所高等院校。

## 旅游

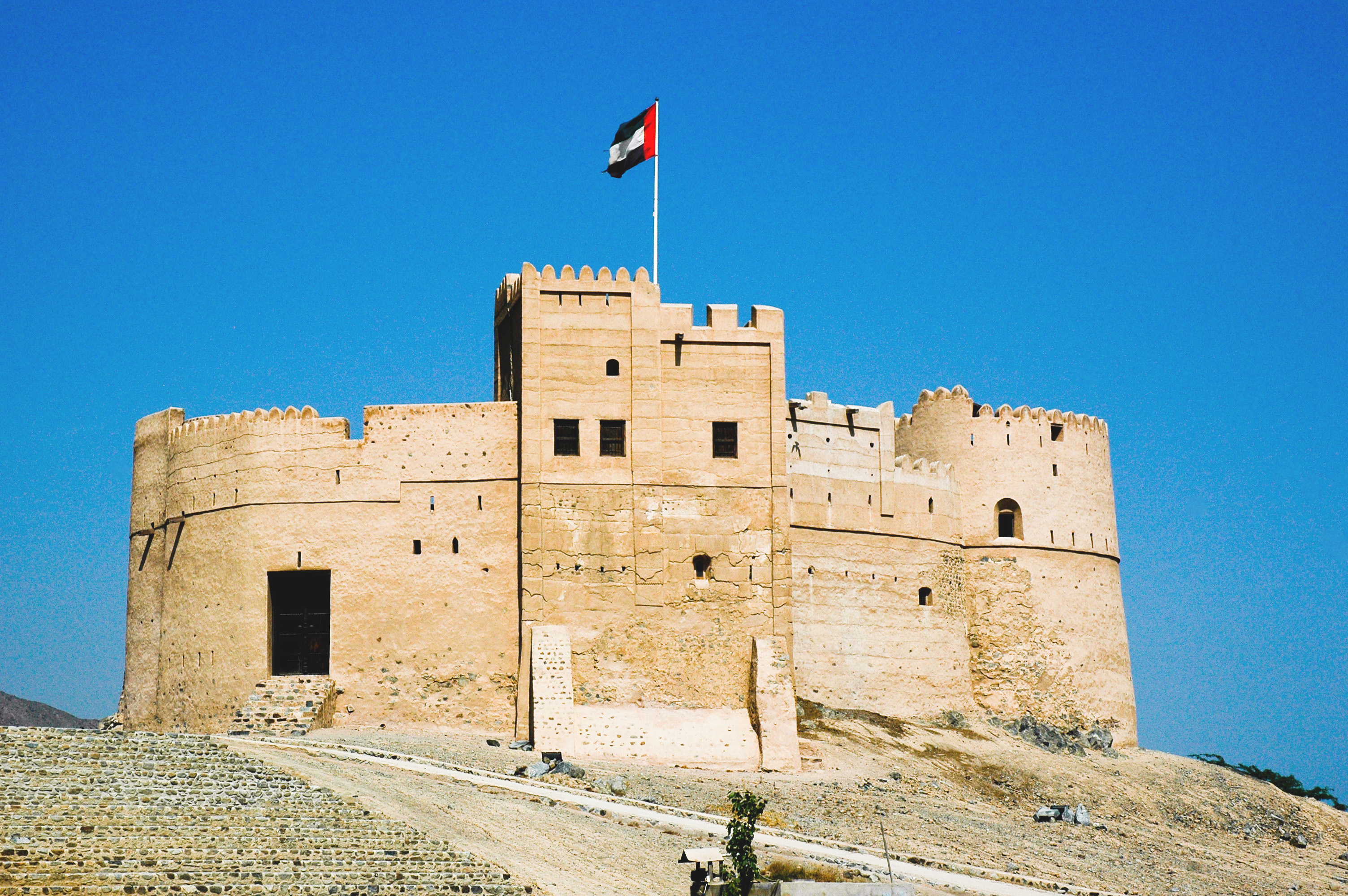
富查伊拉堡

市内旅游景点有经过重修的富查伊拉堡，以及附近的富查伊拉博物馆。马德哈卜泉公园附近有富查伊拉民俗村。市内的伊拉谢赫扎耶德清真寺是全阿联酋第二大，在市内多个地方可见，是地标性建筑。该寺可容纳约2.8万人。富查伊拉博物馆于1991年开放，藏有在富查伊拉各地发掘的文物，部分的历史可追溯到公元前6000年，其他则出自伊斯兰教派统治的今日。文物包括陶器、珠宝和矛头，其中最负盛名的是公元前2500年的鸵鸟蛋。

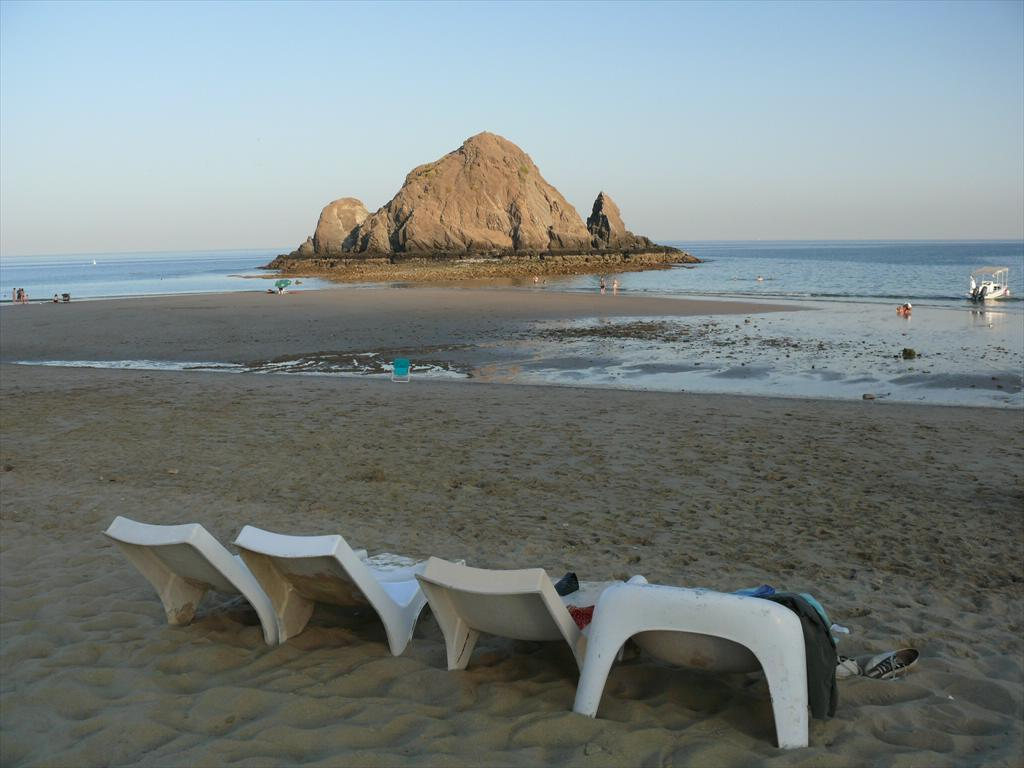
面朝大海的富查伊拉海滩

海边的滨海路有富查伊拉国际海洋俱乐部，俱乐部每周五下午都上演斗牛活动。往北是位于法塞尔路的富查伊拉海滩。
斗牛是富查伊拉的一项重大活动。和西班牙斗牛不同，富查伊拉的斗牛没有斗牛士，只有两头公牛顶牛角，这样一来牛会受伤，但不会死。斗牛活动不支持下注，也不能全家人一起观赏。市内的大型酒店大多聚集在哈马德·本·阿卜杜拉路和滨海路附近及范围内。

## 交通
市内双车道的谢赫·哈利法·宾·扎耶德高速公路（又叫谢赫·哈利法高速公路）穿山而过，连接着迪拜和富查伊拉两地。与高速公路相连的哈马德·本·阿卜杜拉路通往海岸。
富查伊拉的主要机场富查伊拉国际机场位于南边，主要承担货运任务。巴基斯坦国际航空于2021年11月25日向机场运送乘客，是第一家运输乘客的航空公司。巴基斯坦国际航空目前每周有两趟往返该机场的航班，从白沙瓦和伊斯兰堡出发。